# ميفدون
ميفدون أو ميفذون هي قرية لبنانية من قرى جبل عامل في جنوب لبنان، وتقع ضمن محافظة النبطية، تبعد عن مركز المحافظة والقضاء معاً 3 كلم، ومسافة 78 كلم (48.4692 مي) عن بيروت عاصمة الجمهورية اللبنانية - لبنان، وترتفع 470 مترا (1542.07 قدم - 513.992 يارد) عن مستوى سطح البحر، وتمتد على مساحة 635 هكتاراً (6.35 كلم²- 2.4511 مي²). يبلغ عدد سكانها نحو سبعة آلاف وخمسمائة نسمة ينخفض عددهم إلى النّصف في فصل الشّتاء ومن بينهم عدد كبير من المغتربين.

## عن البلدة
يحد البلدة من الجنوب زوطر الشرقية وزوطر الغربية، ومن الشّرق كفرتبنيت، ومن الشمال النبطية الفوقا والنبطية التحتا، ومن الغرب شوكين التّي لا يفصلها عن ميفدون سوى الشّارع الرئيسي الّذي يربط قرى النّبطيّة بمحور قرى القصيبة وعدشيت والقعقعية نزولاً إلى جسر الليطاني.
والداخل إلى بلدة ميفدون يشاهد سمة بارزة – ليست حديثة العهد – وهي وجود مدخل تظلله الأشجار الوارفة على الجانبين، مروراً بحارة الملّولة الّتي سمّيت نسبةً لشجرة ملّول (بلّوط) معمرة لا تزال صامدة إلى يومنا هذا، ثم وصولاً إلى الساحة الرئيسية التي كانت بركة لجمع مياه الأمطار والمؤدّية إلى الساحة القديمة الّتي يتفرّع منها مداخل حارة الزقاق والحارة التحتا (طريق الزواطر) وحارة البيدر (طريق كفرتبنيت) وحارة النادي (طريق نبطية الفوقا).
ويوجد أيضاً في بلدة ميفدون نادٍ حسيني تصل مساحته إلى 1350م² وهو يعد من الحسينيات الكبيرة في جبل عامل.
كذلك خصت ميفدون بطبيعة جعلت من الوادي الجنوبي الممتد من عين السماحية شرقاً (مدخل بلدة زوطر الشرقية) وخراج ميفدون حتى مزرعة «كفردجال» غرباً وصولا إلى «الجوهرية»، مكاناً مناسباً لإقامة «سد ميفدون» الذي ما يزال ينتظر التنفيذ أو إعلان الوفاة وهو الأرجح.
وللاغتراب حكاية في بلدة ميفدون فقد بدأ مع المجاعة التي ضربت لبنان خلال الحرب العالمية الأولى وهرباً من التجنيد الإجباري التركي،

## التسمية
أما في معجم فريحة: «لفظ ميفدون أصلاً بابلي / آشوري،.وتعني اشخاص من اصل هندي يعملو بالسحر والشعوذة

## آثارها
لا يوجد آثار بارزة في البلدة سوى العثور على معصرة زيتون قديمة العهد، وأيضاً ناووس روماني عثر عليه وسط البلدة خلال أعمال بناء. كذلك فيها جامع قديم يعود تاريخ بنائه إلى العام 1890م.